# Saint-André-des-Eaux, Loire-Atlantique
Saint-André-des-Eaux (bretonsko Sant-Andrev-an-Doureier) je naselje in občina v francoskem departmaju Loire-Atlantique regije Loire. Leta 2012 je naselje imelo 5.607 prebivalcev.

## Geografija
Kraj leži v pokrajini Bretaniji 7 km severozahodno od Saint-Nazaira. Severno od kraja se nahajajo soline Guérande.

## Uprava
Občina Saint-André-des-Eaux skupaj s sosednjimi občinami Batz-sur-Mer, La Baule-Escoublac, Le Croisic, Pornichet in Le Pouliguen sestavlja kanton Baule-Escoublac; slednji se nahaja v okrožju Saint-Nazaire.

## Zanimivosti
- cerkev sv. Andreja iz druge polovice 19. stoletja,
- keltski križ, Le Petit Brangouré, postavljen v letu 1844.